# Garland County
Garland County är ett administrativt område i delstaten Arkansas, USA. År 2010 hade countyt 96 024 invånare. Den administrativa huvudorten (county seat) är Hot Springs. 

## Geografi
Enligt United States Census Bureau så har countyt en total area på 1 903 km². 1 754 km² av den arean är land och 149 km² är vatten. 
Hot Springs nationalpark ligger i countyt.

### Angränsande countyn
- Perry County - nord
- Saline County - öst
- Hot Spring County - syd
- Montgomery County - väst
- Yell County - nordväst